# Dula-Schulhaus
Das Dula-Schulhaus steht an der Bruchstrasse in der Schweizer Stadt Luzern im Bruchquartier. Es ist auf der Liste der Kulturgüter in Luzern als national bedeutend aufgeführt.

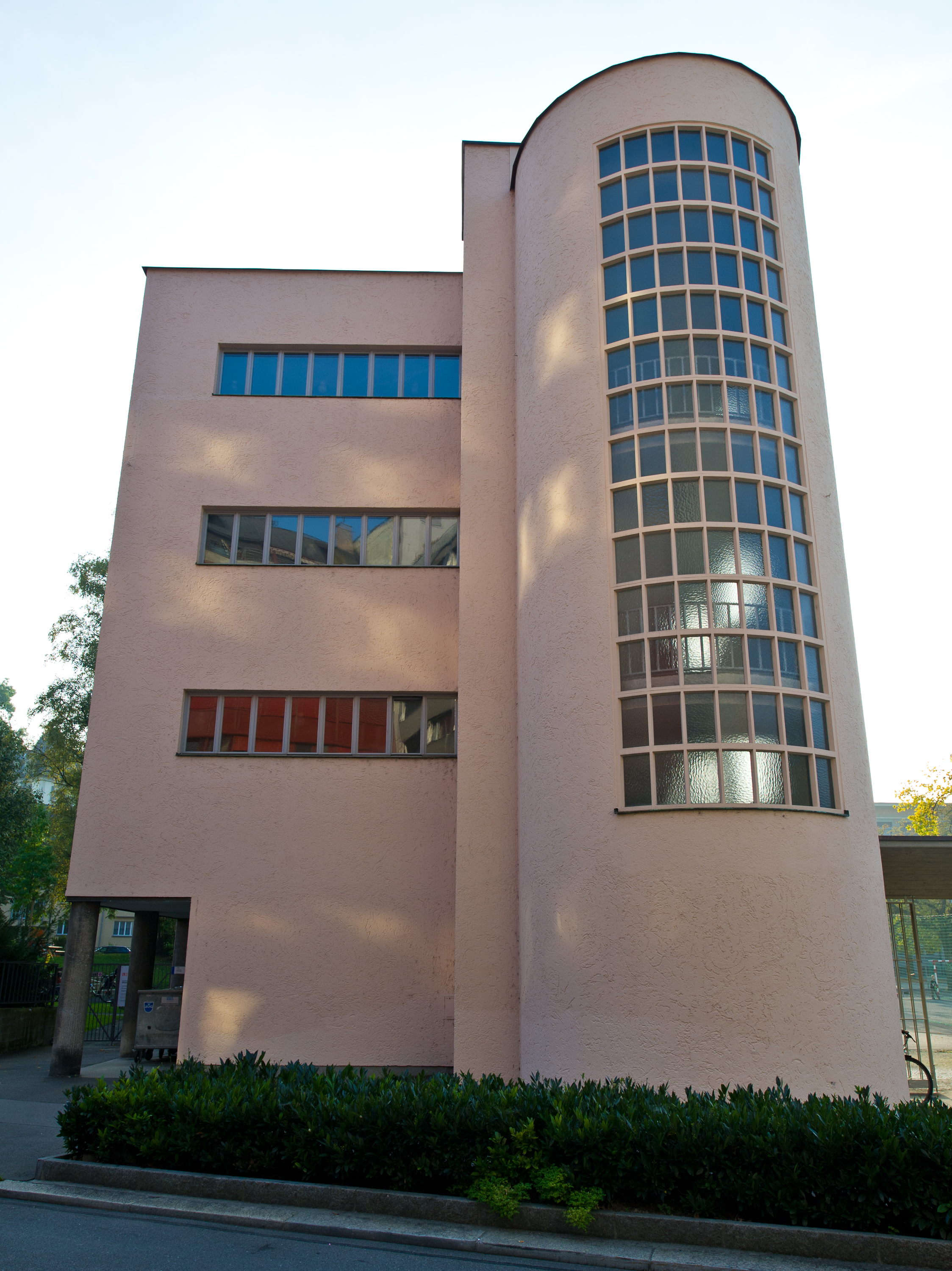
Schultrakt (Seite Bruchstrasse)

## Gebäude
Eine Turnhalle (östlich) und der Trakt mit Primarschule und Kindergarten (südlich) bilden das Dula-Schulhaus im Stil des Neuen Bauens. Zusammen mit dem Säli-Schulhaus (nördlich) und Pestalozzi-Schulhaus sowie einer neueren Turnhalle (beide westlich) sind sie um einen Pausenhof als ein Ensemble aufgebaut. Der Name stammt vom Schweizer Lehrer und Politiker Franz Dula.

## Geschichte
1932 und 1933 wurde die vom Schweizer Architekten Albert Zeyer entworfene Turnhalle erbaut. Der Primartrakt erfolgte 1933 und 1934. Im Jahr 1969 erhielt die Turnhalle ein weiteres Geschoss, das bei der Gesamtrenovation der Anlage im Jahr 2006 wieder entfernt wurde. Seit der Sanierung befindet sich die Heilpädagogische Schule (HPS) Luzern im Gebäude.
2002 wurde das Dula-Schulhaus unter Denkmalschutz gestellt. 2012 wurde es mit dem Schweizer Denkmalpreis ausgezeichnet.